# Уржумская епархия
Уржу́мская епа́рхия — епархия Русской православной церкви, объединяющая приходы и монастыри в восточной части Кировской области (в границах Афанасьевского, Белохолуницкого, Богородского, Верхнекамского, Вятскополянского, Зуевского, Кильмезского, Лебяжского, Малмыжского, Нагорского, Немского, Нолинского, Омутнинского, Сунского, Унинского, Уржумского и Фаленского районов). Входит в состав Вятской митрополии.

## История
Патриарх Тихон и Священный синод указом № 3716 от 2/15 декабря 1919 года учредили Уржумское викариатство Вятской епархии. Тем же указом епископом Уржумским был назначен архимандрит Виктор (Островидов), наместник Свято-Троицкой Александро-Невской лавры.
Последним управляющим Уржумским викариатством был епископ Георгий (Анисимов), который временно управлял этой кафедрой, по-видимому, до своего перевода на Вологодскую епархию 13 сентября 1937 года.
Самостоятельная Уржумская епархия была учреждена 4 октября 2012 года решением Священного синода Русской православной церкви путём выделения из Вятской епархии со включением в состав новообразованной Вятской митрополии.
В епархии, как отмечает епископ Леонид (Толмачёв) в марте 2016 года, «много храмов, которые стоят по сёлам полуразрушенные. Поэтому основные трудности — это восстановление храмов, являющихся памятниками архитектуры федерального или регионального значения».

## Епископы
Уржумское викариатство Вятской епархии
- 8 января — октябрь 1920 — Виктор (Островидов)
- 19 октября 1920 — 9 января 1921 — Евсевий (Рождественский)
- 9 января 1921 — август 1923 — Виктор (Островидов), епископ Глазовский (в/у
- 16 сентября 1923 — 3 сентября 1927 — Авраамий (Дернов)
- 3 сентября 1927 — 13 сентября 1937 — Георгий (Анисимов), епископ Нолинский (в/у

Уржумская епархия
- 23 декабря 2012 — 25 июля 2014 — Даниил (Кузнецов)
- в/у; 25 июля — 14 декабря 2014 — Марк (Тужиков), митрополит Вятский
- 14 декабря 2014 — 14 июля 2018 — Леонид (Толмачёв)
- 14 июля 2018 — 26 февраля 2019 — Фома (Демчук)
- 26 февраля — 4 апреля 2019 — Марк (Тужиков), в/у митрополит Вятский
- 4 апреля 2019 — 11 октября 2023 — Иоанн (Руденко)
- с 11 октября 2023 — Всеволод (Понич)

## Благочиния
Епархия разделена на 6 церковных округов (По состоянию на октябрь 2022 года[значимость факта?]):
- Зуевское благочиние (Богородский, Фаленский, Зуевский и Унинский районы)
- Кильмезское благочиние (Кильмезский район)
- Нолинское благочиние (Нолинский, Сунский и Немский районы)
- Северное благочиние (Омутнинский, Верхнекамский, Афанасьевский, Белохолуницкий и Нагорский районы)
- Центральное благочиние (Уржумский и Лебяжский районы)
- Южное благочиние (Вятскополянский и Малмыжский районы)

## Монастырь
- Христорождественский Богородичный монастырь в городе Вятские Поляны (женский)